# Voduno
Voduno sacerdote nas religiões tradicionais africanas, religiões afro-americanas e  do Candomblé Jeje e do Tambor de Mina, responsável pelo culto vodum , equivalente ao Babalorixá do Candomblé Queto.